# 德米多夫桥
德米多夫桥 (俄语：Демидов мост)是俄罗斯圣彼得堡格里博耶多夫运河上的一座石拱桥，连接喀山岛和斯帕斯基岛。

## 名称
桥的名称得自于德米多夫家族的姓氏，因为德米多夫家族拥有附近的大片土地。它连接原德米多夫街（今格里夫佐夫街）的两个部分。

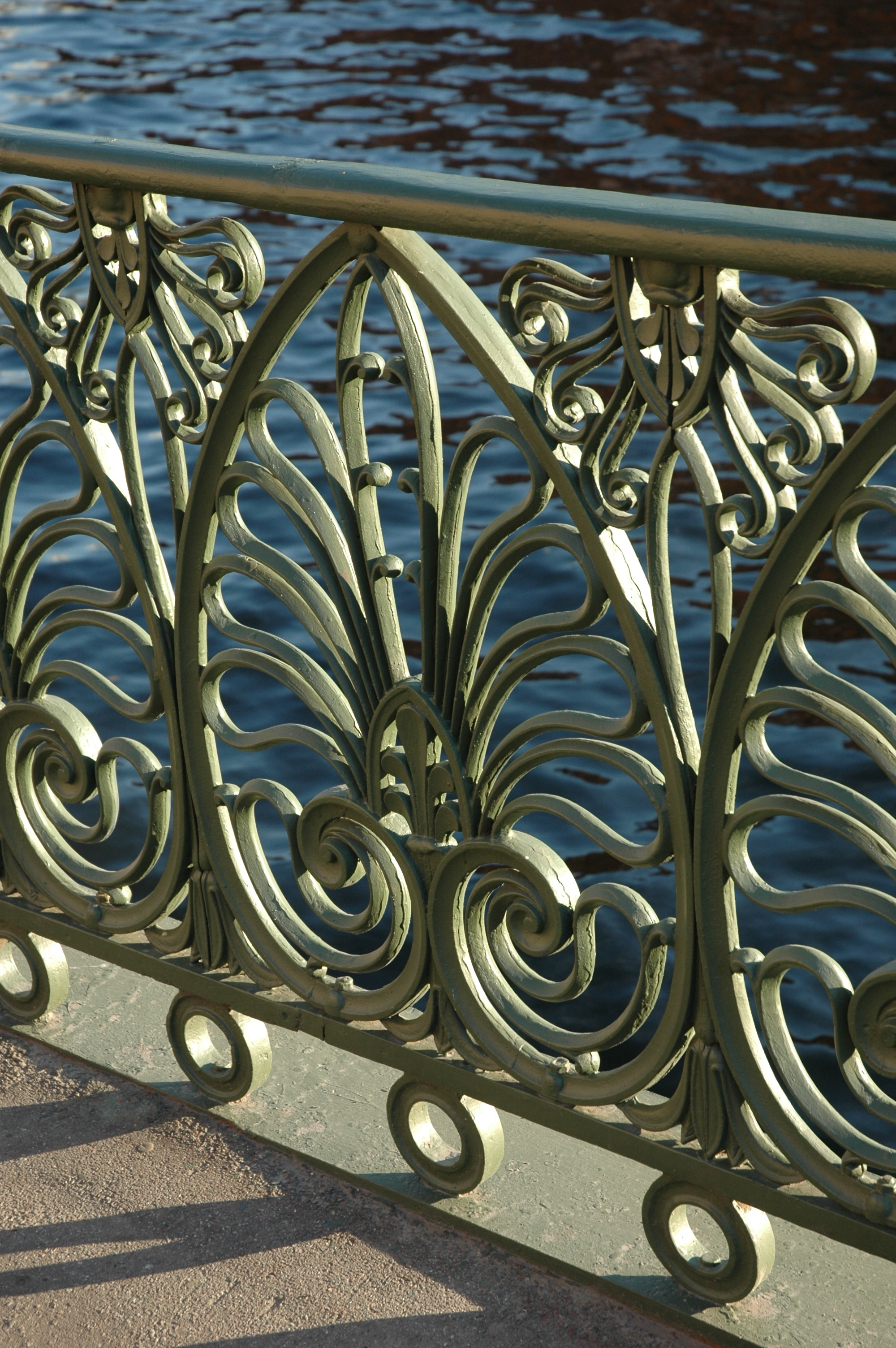
铸铁栏杆

## 历史
18世纪初，在现代德米多夫桥的位置上，有一座木桥，名为“沙皇桥”，因为它正在通往沙皇村的路上。
1834-1835年，修建了这座单跨拱铸铁桥。

## 装饰
桥上的铸铁栏杆具有很高的艺术价值。装饰有一种棕叶饰（基于棕榈树扇形叶子的艺术图案）。1954-1955年，修复工程在建筑师A.L.罗塔赫的监督下进行。
桥附近几栋房屋的外墙上都有特殊的纪念牌，上面记录着1824年11月7日特大洪水期间的水位，在普希金的《青铜骑士》一诗中有所描述。